# Søndre Kirkegård (Aarhus)
Søndre Kirkegård i Aarhus er en tidligere kirkegård, som var beliggende på området hvor Aarhus Rådhus i dag ligger.
Kirkegården blev anlagt i 1818 på et område der på daværende tidspunkt, var placeret langt fra Aarhus bymidte. I løbet af 18. tallet voksede byen rundt om kirkegården og der opstod et ønske om at inddrage arealet til bebyggelser. Samtidig var de nye kirkegårde Nordre Kirkegård og Vestre Kirkegård åbnet i 1876 og 1927.
Kirkegården blev officielt nedlagt i 1926.
I Rådhusparken i forbindelse med Rådhuset er en del af gravstenene fra Søndre Kirkegård samlet i et lapidarium langs den sydlige kant af Rådhusparken og en anden del af Aarhus Søndre Kirkegård er bevaret som den jødiske kirkegård mellem Rådhuset og Musikhuset.
- Lapidarium i Århus Rådhuspark
- Jødiske gravplads i Århus Rådhuspark

## Eksterne links
Artikel om Søndre Kirkegård i AarhusWiki